# Franco dei Grigioni
Il franco (Frank) è stata la moneta del cantone svizzero dei Grigioni tra il 1798 ed il 1850. Era suddiviso in 10 Batzen, ognuno di 6 Bluzger.

## Storia
Il Frank era la valuta della Repubblica Elvetica dal 1798.La Repubblica Elvetica cessò di emettere monete nel 1803. Il canton Grigioni ha coniato monete tra il 1807 ed il 1842. Nel 1850, fu introdotto il franco svizzero con un cambio di 1½ CHF per = 1 Frank dei Grigioni.

## Monete
Furono emesse monete in biglione da 1/6, ½ ed 1 Batzen; le monete d'argento erano da 5 e 10 Batzen. Nel 1813 fu coniato anche un Dublonen d'oro da 16 Franken.